# Rotor de reacció

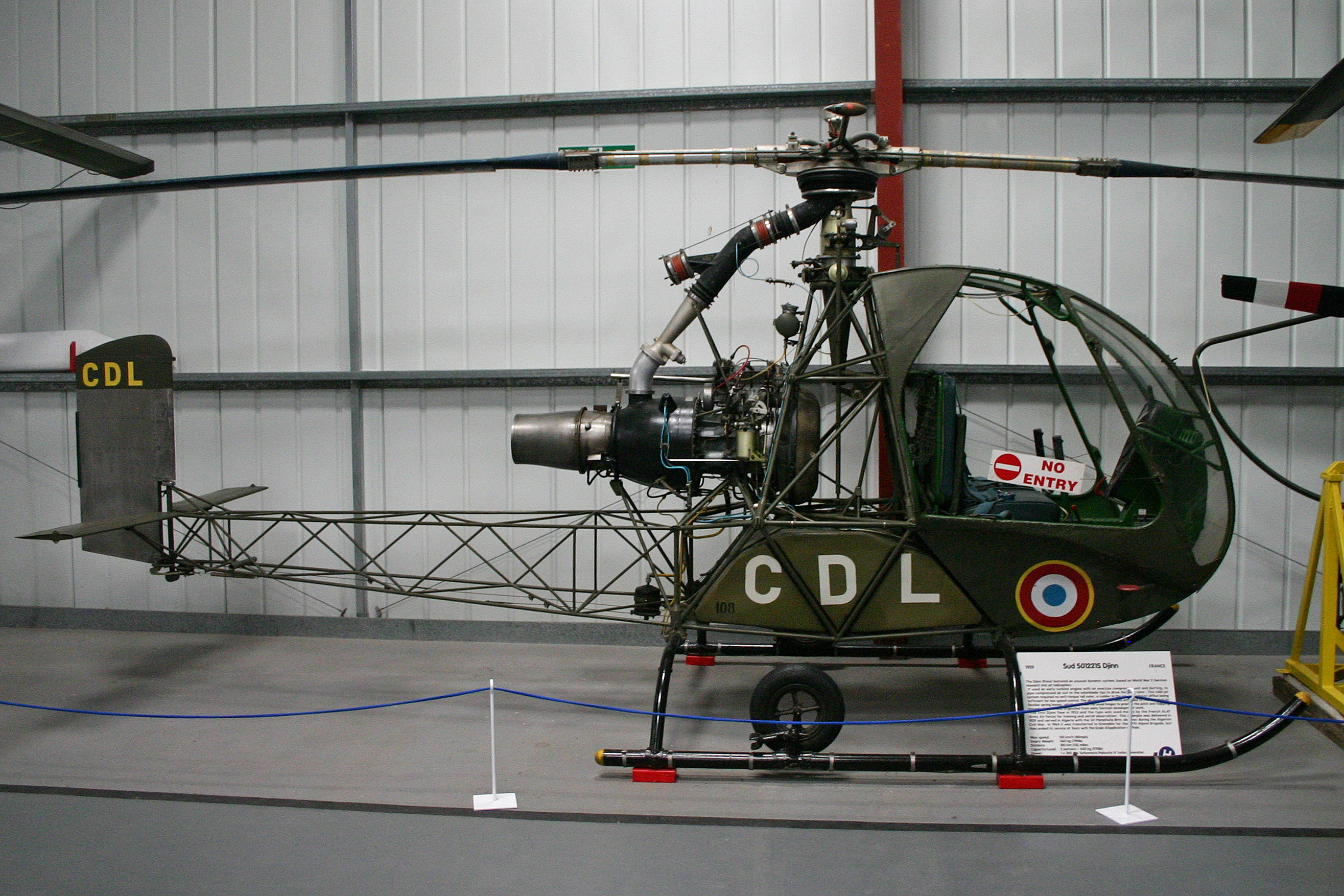
Helicòpter Djinn 108 CDL.

L’aire ejectat fa moure la palleta per reacció. Un rotor de reacció, "tip jet", funciona de la mateixa manera.

Un rotor de reacció és un rotor d'helicòpter que gira per efecte de la reacció en sentit contrari a la sortida de gasos a alta velocitat a l'extrem de les pales. Aquesta rotació és semblant a la que experimenta una eolípila, una roda de focs artificials o alguns dispositius giratoris per a regar la gespa. (Tercera llei de Newton: acció-reacció).
Per no tenir arbre de transmissió, un rotor per reacció no produeix cap parell de reacció sobre l'helicòpter i hom pot prescindir del rotor de cua .

## Descripció física del rotor de reacció

### Les pales

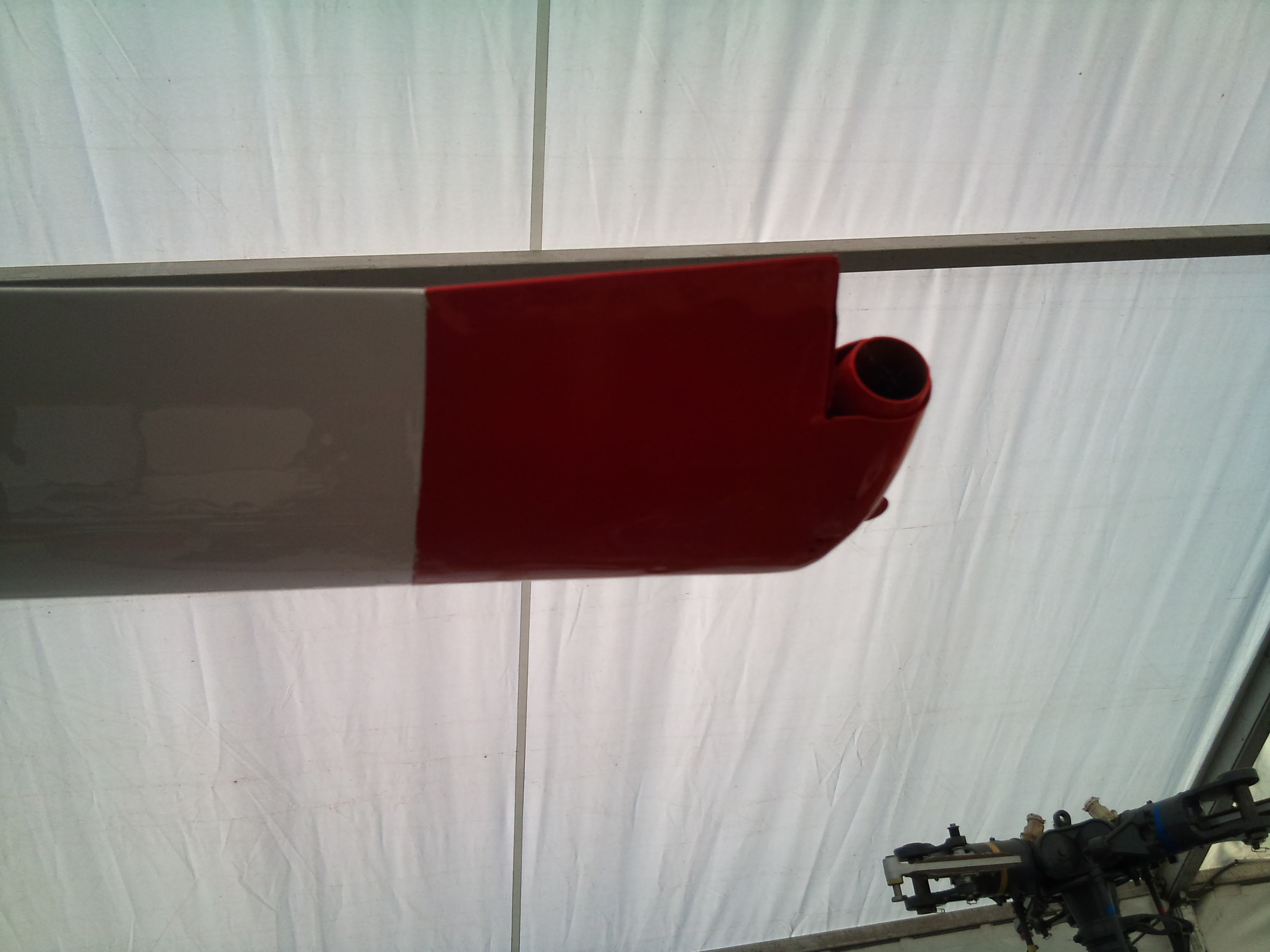
Tovera del Djinn

Una pala d'un rotor de reacció és molt semblant exteriorment a una pala d'un rotor convencional d'helicòpter. La diferència principal és que ha de ser parcialment buida per a permetre el pas d'aire, gasos o combustible cap a l'extrem.
- En el cas d'emprar un sistema de gasos calents (vegeu més avall) el materials de la pala han de poder resistir la temperatura. Molts materials compostos moderns tenen límits de temperatura bastant baixos.

L'element que es munta a l'extrem de cada pala (simple tovera, motor, ...etc) acostuma a tenir una massa (pes) considerable. Més alt, si més no, que un extrem de pala convencional.

### L'eix
Per a precisar es considerarà a partir d'ara, en aquest article, que l'eix del rotor és una peça 
de forma sensiblement cilíndrica que no gira sobre el seu propi eix. Pot tenir altres moviments de gir parcial amb efecte sobre el control de l'helicòpter.
El rotor en funcionament gira sobre l'eix amb un sistema adequat de rodolaments.

## Tipus de rotors de reacció
El principi del rotor per reacció es basa en produir gasos a alta velocitat a l'extrem de les pales. Segons els elements emprats, els rotors de reacció poden classificar-se en tipus diferents.

### Rotors per aire comprimit

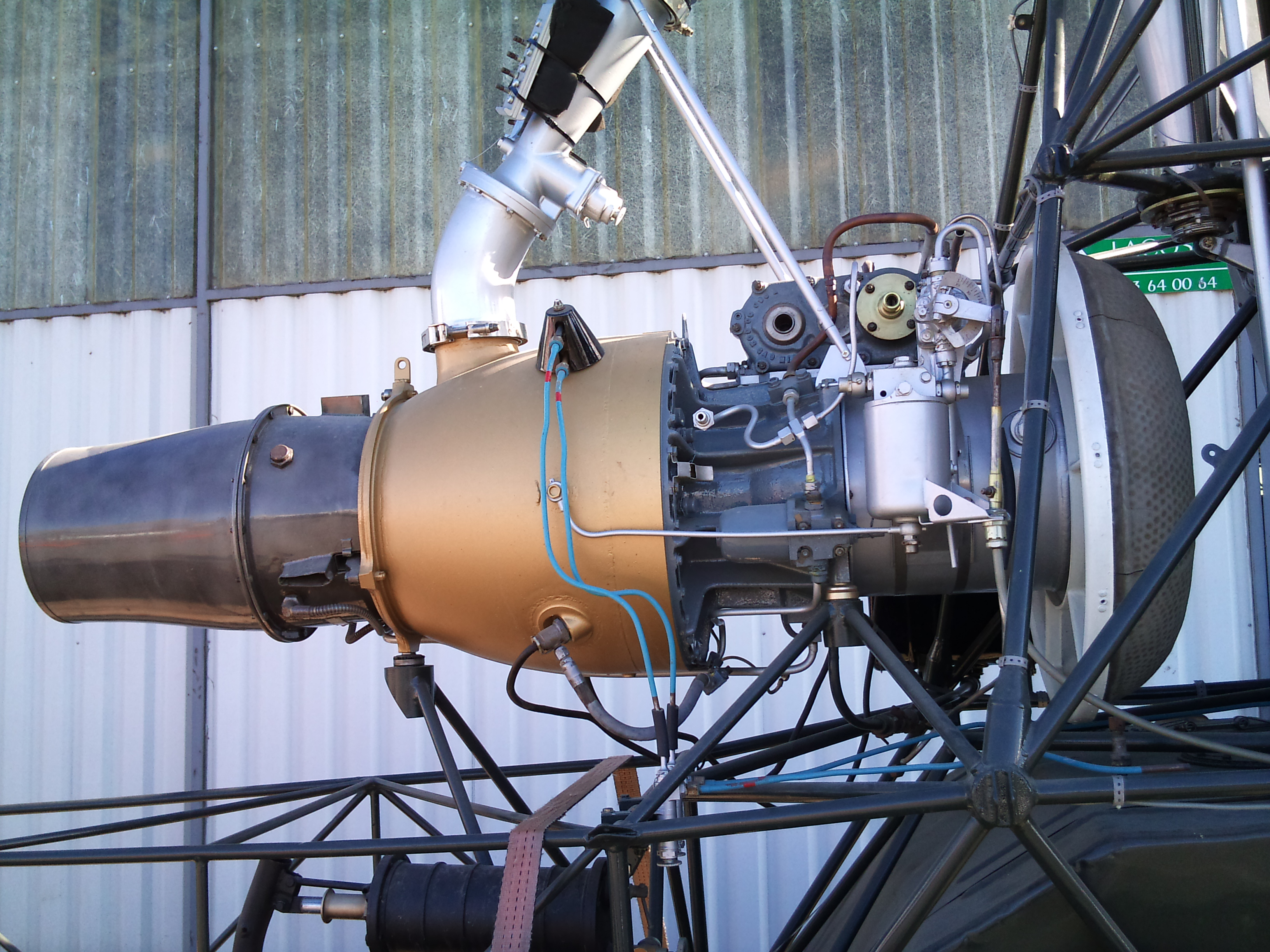
Motor Turbomeca Palouste. Vegeu la sortida d'aire comprimit, derivat de la secció de compressió del motor.

A partir d'aire comprimit produït en un compressor (mogut per un motor), l'aire és conduït a l'extrem de la pala (passant per l'interior d'aquesta) i accelerat en una tovera d'expansió. Aquesta tovera transforma la pressió en velocitat i fa que l'aire sigui ejectat tangencialment a la circumferència de gir del rotor.
- Pel fet que el motor de l'helicòpter està muntat fix sobre el mateix helicòpter i l'eix del rotor (en un helicòpter de rotor convencional cal parlar d'arbre motor i no pas eix) s’ha de poder moure caldrà emprar un conducte de l'aire comprimit flexible, que absorbeixi els desplaçaments motor/eix.
- Com que hi ha moviment relatiu entre l'eix i el rotor (quan aquest darrer està en moviment) cal que hi hagi una junta adequada entre el rotor i l'eix.

### Rotors per gasos de combustió
El motor de l'helicòpter dirigeix part dels gasos de combustió a les pales i, per l'interior d'aquestes, cap a l'extrem. Una tovera els expansiona i accelera, com en el cas anterior.
- També és possible que els gasos ejectats siguin una barreja d'aire comprimit i gasos de la combustió del motor.

### Rotors amb motors d'hèlix a l'extrem de les pales
En aquest cas la reacció és indirecta. Els “gas ejectat” és el cabal d'aire que impulsen les hèlices.

### Rotors a base de coets
Quan l'element motor és un coet. Com en el cas de la roda de focs artificials.
- El coet pot ser amb propergols sòlids, amb una durada molt limitada.
- El coet pot ser amb propergols en fase líquida o gasosa, injectats adequadament en la cambra de combustió. Els gasos ejectats són els que es produeixen en la combustió.

### Rotors a base de motors de reacció
- Turboreactors
- Estatoreactors

## Característiques de vol dels helicòpters amb rotor de reacció
- Avantatges: Supressió del rotor de cua, estabilitat en el vol, absència de vibracions.
- Inconvenients: consum de combustible elevat, soroll, dificultat per a passar a l'autorotació en cas de falla dels motors.[2][3]

## Història

Esquema animat d´un generador de gas de pistons lliures del tipus Pescara amb la seva turbina de gas.

- El filòsof austríac Ludwig Wittgenstein va investigar el sistema de rotor per reacció mentre estudiava enginyeria aeronàutica a la Manchester University.
- En els anys 20 del segle passat l'italià V.Isacco va construir helicòpters amb motors de combustió interna de pistons que movien hèlices perpendiculars a la tangent de la trajectòria del rotor. I va pensar de substituir-los per motors de reacció en el futur.[4]
- Segons Christian Pescara, fill de Raul Pateras Pescara, el seu pare havia patentat a Espanya (patent del 21 de febrer de 1920) i al Regne Unit (patent n. 159.223) un dispositiu de rotor de reacció mogut per aire comprimit. En aquell cas es tractava de dos rotors coaxials que giraven per l'ejecció d'aire per l'extrem de les pales.[5]

El problema no resolt del conjunt motor-compressor el va portar a inventar el motor de pistons lliures Pescara. Les primeres proves es feren a Barcelona, en un racó de la fàbrica Nacional Pescara ubicada al carrer Badal de Sants.
- En el decurs de la Segona Guerra Mundial, l'alemany Friedrich von Doblhoff va investigar la possibilitat de rotors amb estatoreactors a l'extrem de les pales. El primer helicòpter construït amb aquest sistema fou el WNF 342 V1 l'any 1943.[7][8]
- Després de la guerra dos prototipus del WNF 342 acabaren en mans americanes i Doblhoff va passar a treballar a la companyia McDonnell Douglas. La McDonnell Douglas va fabricar el model McDonnell XV-1.
- August Stephan fou l'enginyer que va projectar els estatoreactors del model anterior. I fou contractat ler la companyia britànica Fairey Aviation, que va fabricar els helicòpters Fairey Jet Gyrodyne i Fairey Rotodyne. Els primers vols foren el 1954 i 1957 respectivament.
- Un pioner dels rotors de reacció fou Eugene Michael Gluhareff .

## Models d'helicòpter amb rotor de reacció
- 1956: Percival P.74.[9]

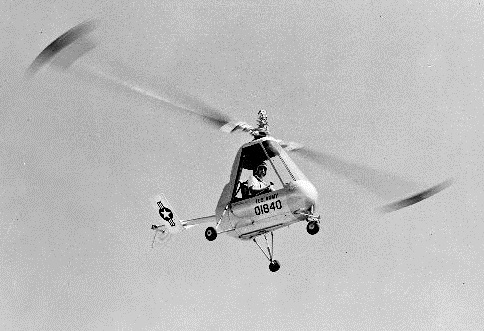
XH-26 Jet Jeep

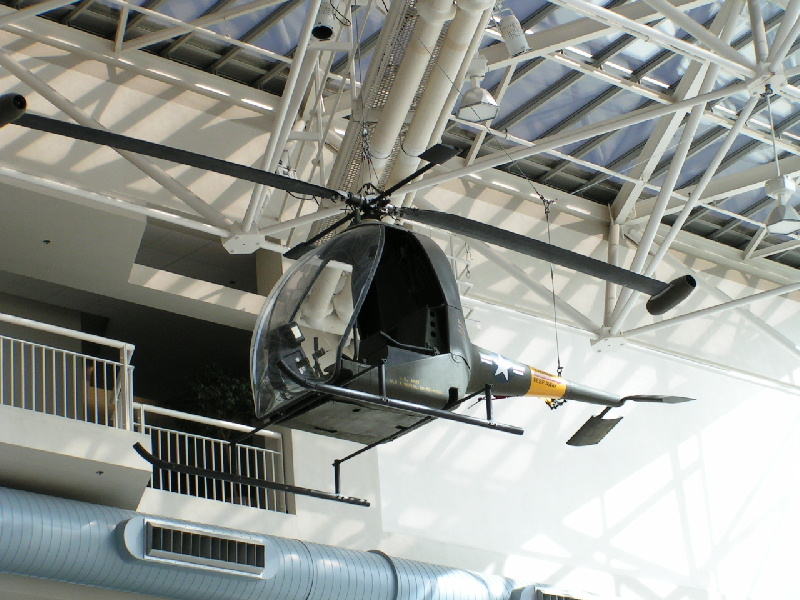
El Hiller YH-32 Hornet fou un dels primers helicòpters amb rotor per reacció.

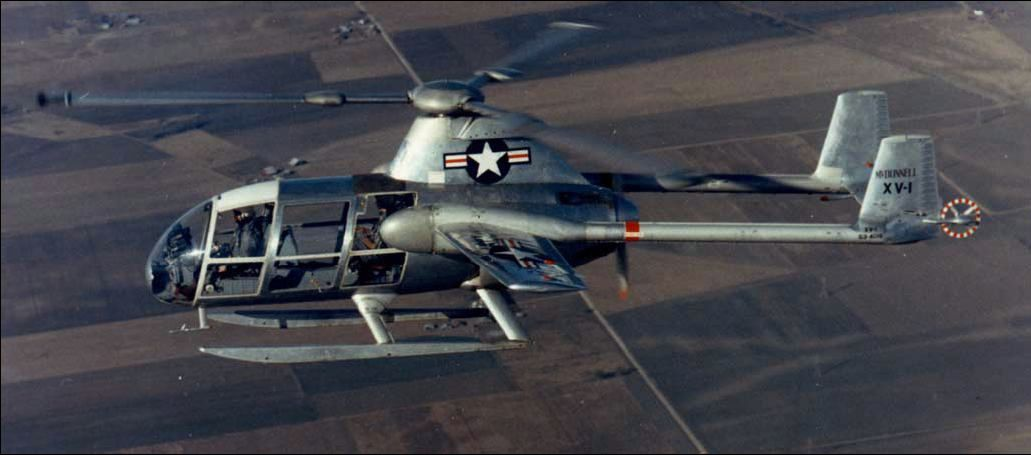
McDonnell XV-1

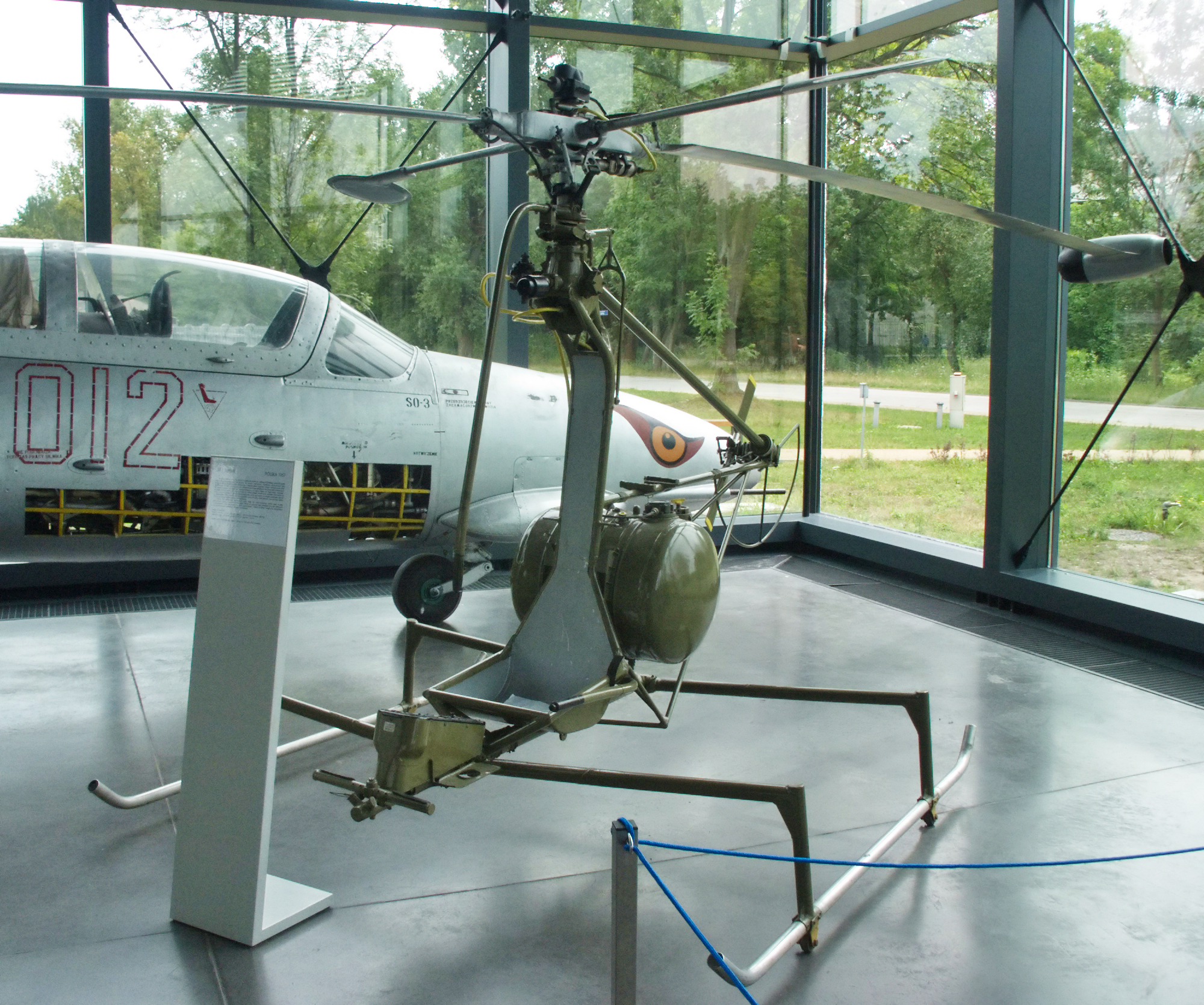
JK-1 Trzmiel

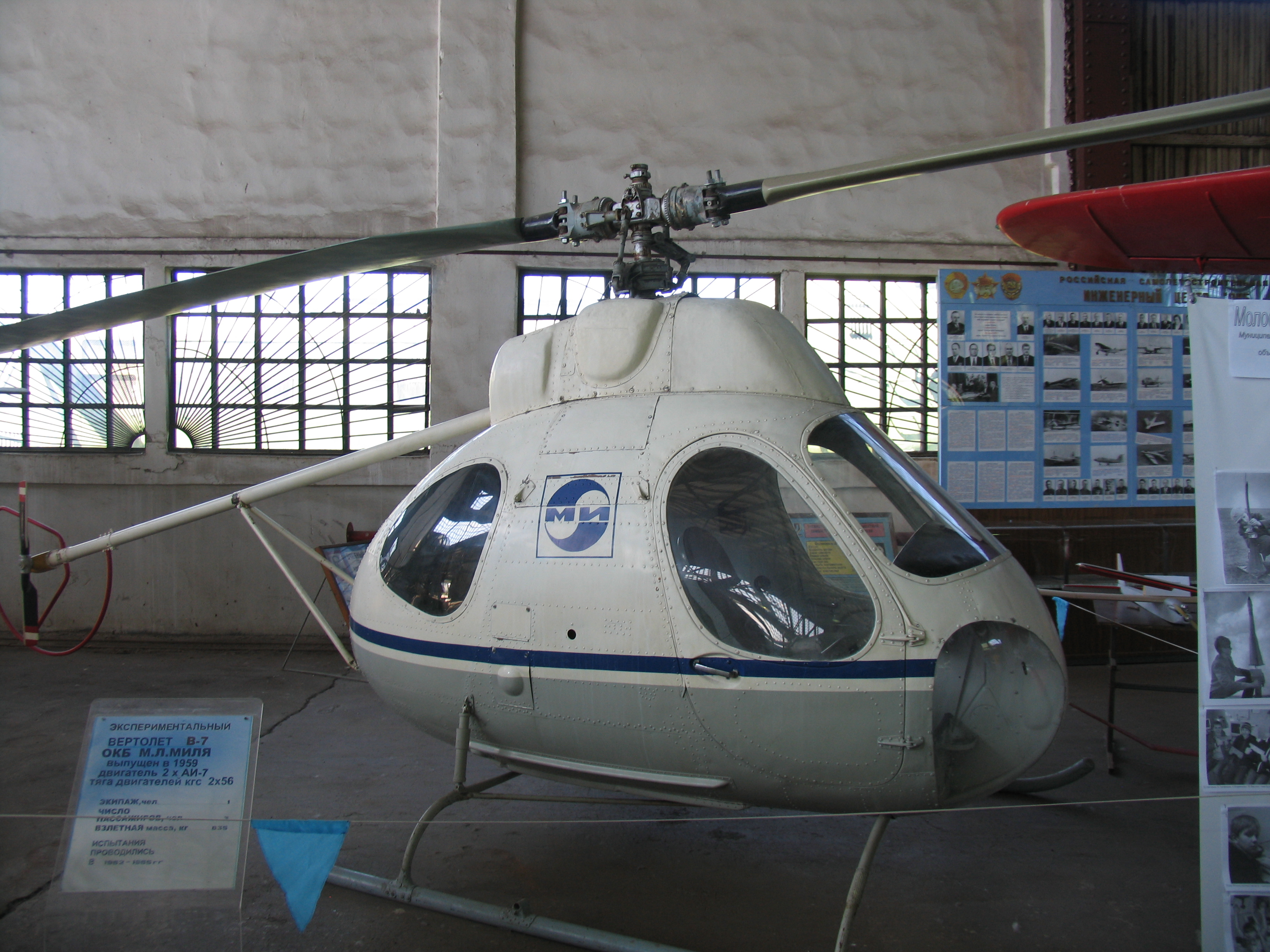
Mil V-7 VVS

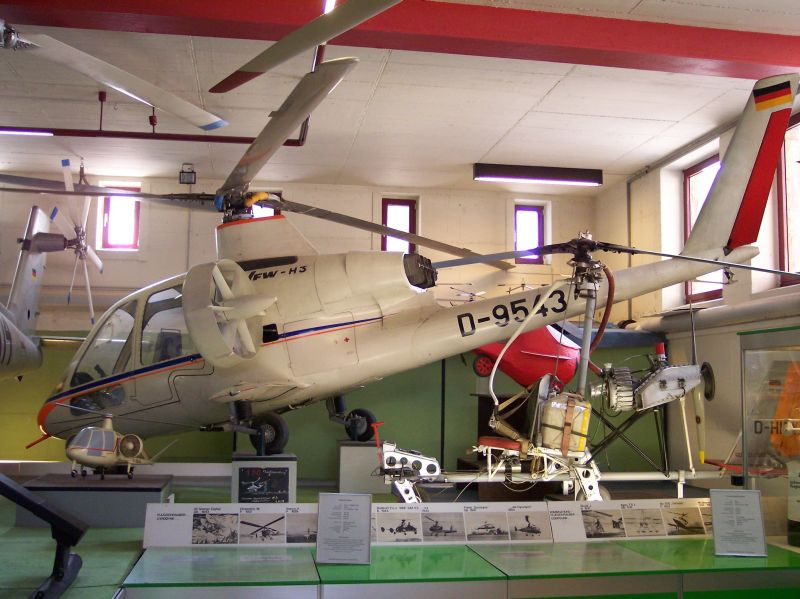
VFW H-3E Sprinter

- 1951: American Helicopter XH-26 Jet Jeep (model XA-8 per al seu fabricant)
- Hiller YH-32 Hornet. Primer vol el 1950. S’envolava bé però amb un comportament mediocre. No va aconseguir el certificat de vol per culpa d'un comportament en autorotació deficient ("high autorotation sink rate; about 3500fpm"). Velocitat de caiguda en autorotació massa elevada. De l'ordre de 3500 peus per minut.[10][11]
- Mil V-7 – Un projecte soviètic.[12][13]
- Fairey Jet Gyrodyne – Model experimental de la companyia Rotodyne. Primer vol el 1954.
- Fairey Rotodyne – Primer vol el 1957. Helicòpter per a 48 passatgers. Projecte cancel·lat per soroll excessiu.[14][15][16][17]
- Fairey Ultra-light Helicopter – Primer vol el 1955. Prototipus militar únic. No hi va haver comandes ni fons per a la recerca.
- Fiat 7002 – Primer vol el 1961. Un únic prototipus fou construït.[18][19][20][21]
- Focke-Wulf Fw Triebflügel - Disseny alemany de la Segona Guerra Mundial. No fou construït.
- McDonnell XV-1. Fou un model experimental d'un autogir que podia envolar-se i aterrar com un helicòpter, mitjançant un rotor de reacció que funcionava a voluntat del pilot. La velocitat era alta (322 km/h) però la tecnologia era complexa i no justificava els guanys. A més, el soroll es va considerar excessiu. El primer vol fou el 1954. Dues unitats foren construïdes.[10] * Hughes XH-17 Flying crane - Era una mena de grua voladora que emprava el rotor de major diàmetre (en un helicòpter) de tots els temps. El projecte fou cancel·lat per un consum excessiu de combustible que limitava el radi d'acció a uns 50 km.[22]
- NHI H-3 Kolibrie (Nederlandse Helikopter Industrie) Se’n varen construir unes 11 unitats.[23][24][25]
- Rotary Rocket Roton ATV
- Sud-Ouest Ariel – Primer vol el 1947. Tres prototipus construïts.
- Sud-Ouest 1221 Djinn – Primer vol el 1953. El rotor era accionat per aire comprimit, generat per una turbina de reacció Turbomeca. El Djinn fou l'únic model que fou fabricat industrialment, amb un nombre d'unitats significatiu (178 en total).[7][26][27]
  - El nom de Djinn val tant com geni. El Djinn fou un helicòpter de dos seients propulsat per un turbomotor Turbomeca de 240 CV. El motor es muntava darrere dels seients en posició longitudinal i centrada. L'aire comprimit es derivava des del conjunt de rodes compressores axials mitjançant un conducte inclinat fins a l'eix del rotor. Tot i que la temperatura era d'uns 160 graus C, es considerava “aire fred” a efectes tècnics. Des de l'eix buit anava cap a l'extrem de les pales. Més concretament, l'aire es dirigia cap a la tovera (perpendicular a l'eix de la pala i tangencial a la circumferència de gir del rotor). Allí hom hi injectava combustible. La mateixa tovera actuava com a cambra de combustió, fent les funcions d'un estatoreactor (estalviant el pes i el volum d'un veritable estatoreactor).
  - L'estructura era de tubs d'acer soldats, amb una cabina reduïda i uns instruments de vol mínims. Darrere de la cabina hi havia el motor.
  - El Djinn tenia un timó en el camí dels gasos d'escapament. Dos estabilitzadors verticals, a l'extrem de dues barres de l'estructura (separades, paral·leles, horitzontals i orientades longitudinalment) completaven es sistema estabilitzador aerodinàmic.
- JK-1 Trzmiel Prototipus polonés d'helicòpter d'un seient.[28]
- VFW-Fokker H3 (1969). La companyia VFW-Fokker va construir dues unitats del model VFW-Fokker H3 Sprinter (D-9543 i D-9544). Disposaven d'un motor únic i d'un rotor per reacció. Podien envolar-se després de rodar 85 metres i pujar a 490 metres per minut. Les proves demostraren que el sistema no era del tot adequat per a helicòpters d'aquestes dimensions (3persones: 1 pilot i 2 passatgers).

Els dos prototipus es conserven. Un en una col·lecció privada i l'altre al museu Hubschrauber Museum, de Bückeburg.
- Especificacions:
  - Diàmetre del rotor: 28,5 ft
  - Motor: Turbina Allison 250-C18
  - Càrrega útil: 270 Kg
  - Càrrega màxima: 968 Kg
  - Velocitat màxima: 250 km/h
  - Sostre de vol: 4000 m d'altitud
- Gluhareff.[33]

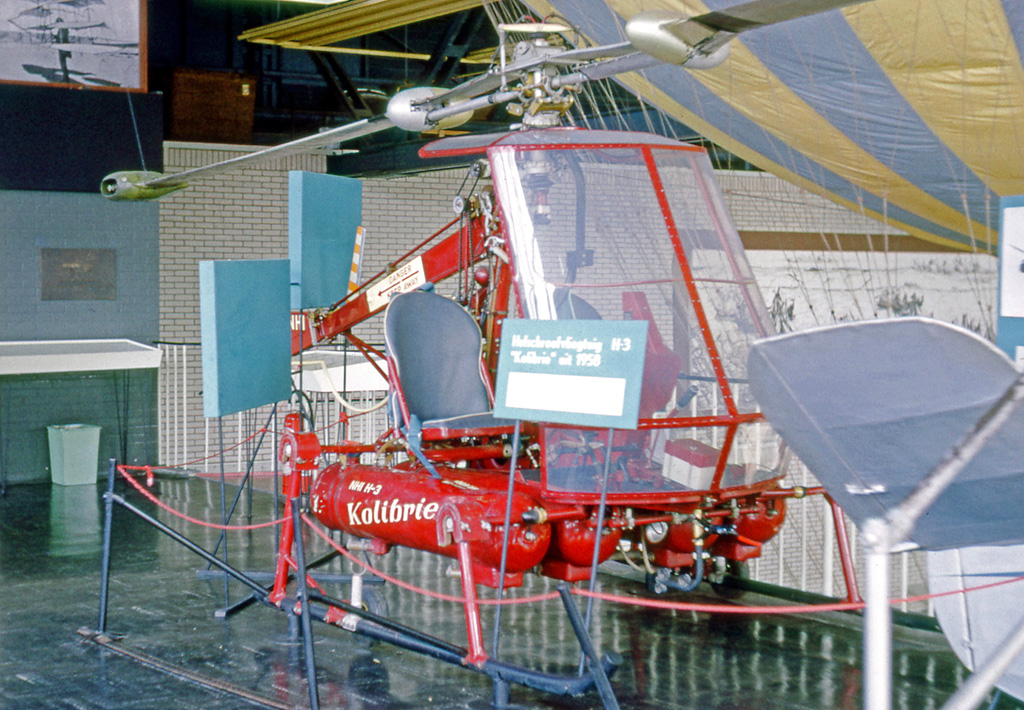
NHI H-3 Kolibrie
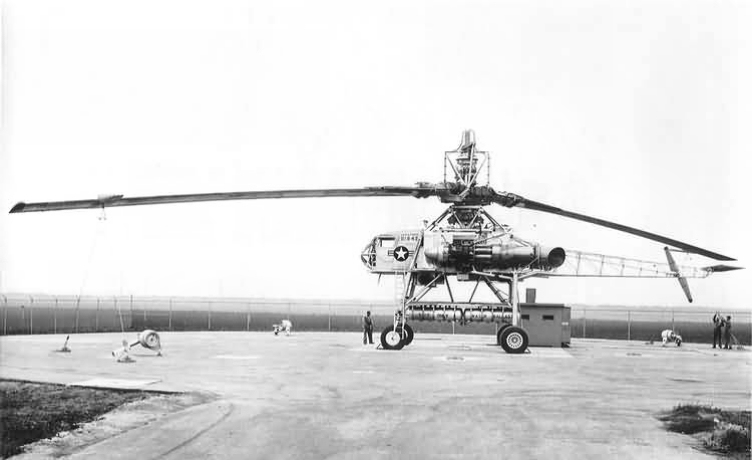
Grua voladora Hugues XH-17
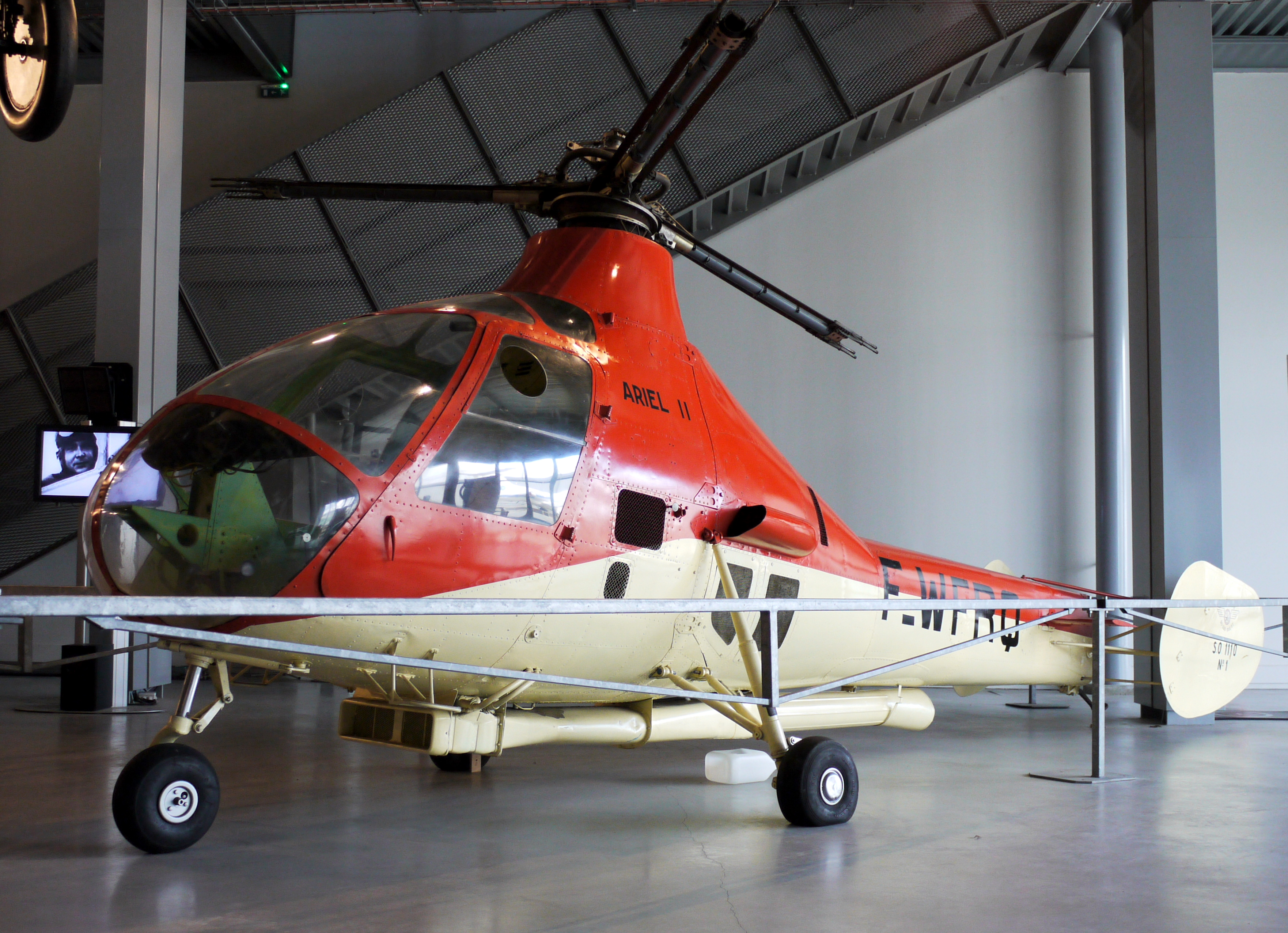
Sud Ouest Ariel

## Altres models i dissenyadors
- Innosuisse SwissCopter (DragonFly DF1). El video de referència mostra proves de vol realitzades l'any 2009, amb motors coet de H2-O2. Cada motor produeix 45 Kp de força.[34]

### Bruno Nagler
Bruno Nagler fou un enginyer austríac responsable de nombrosos projectes relacionats amb l'aviació i els helicòpters. A la seva mort, esdevinguda el 1979, el seu darrer helicòpter no va tenir continuïtat.
- 1929. Raoul Hafner i Bruno Nagler dissenyaren i construïren un helicòpter d'un seient. Les dues variants (RI i RII) disposaven d'un rotor simple i dues ales fixes.[35]
- 1932. Nagler i Hafner construïren a Anglaterra diversos models d'helicòpter (RII,.[36]
- 1934. A Anglaterra, Nagler i Hafner fan un prototipus d'un autogiro/helicòpter anomenat Helicogyro.
- Durant la Segona Guerra Mundial Bruno Nagler va formar la companyia Nagler-Rolz Flugzeugbau, juntament amb Franz Rolz. Patrocinada per govern alemany havia d'investigar helicòpters d'un seient.
- 1964. Vertigyro Co. Aquesta companyia va experimentar amb 3 models d'autogiro que podien envolar-se i aterrar verticalment, convertits en helicòpters mercès als rotors de reacció que ejectaven aire comprimit.[37]

Les característiques dels models foren les següents:
- VG-1. DIÀMETRE DE ROTOR: 36 ft. PES EN BUIT: 1.330 lb. PES TOTAL: 1.600 lb. SEIENTS: 1.[38]
- VG-2. DIÀMETRE DE ROTOR: 36 ft. PES EN BUIT: 1.050 lb. PES TOTAL: 1.630 lb. SEIENTS: 2 ½ (2 i mig; sic)
- VG-4: DIÀMETRE DE ROTOR: 40,5 ft. PES EN BUIT: 1.400 lb. PES TOTAL: 2.600 lb. POTÈNCIA: 230 hp. SEIENTS 4.
- 1970. Funda Vertidynamics Corporation.[36]
- 1987? Voljet.[39] Disseny de Bruno Nagler.
  - El Voljet 585 fou presentat en un article de la revista Popular Mechanics, el 1987. Es tracta d'un helicòpter amb rotor de reacció per ejecció d'aire comprimit. Les característiques (segons la revista de referència) són les següents:
  - Motor: Turbina de gas Pratt&Whitney PT6C-60
  - Compressor: D’una etapa
  - Temperatura de l'aire: 300 °C a l'entrada de la pala; 200 °C a la sortida
  - Soroll declarat: Menor que en un helicòpter convencional (!/?)
  - Autorotació: Comportament excel·lent segons declaracions
  - Video de 13 minuts amb proves de vol i explicacions.[40]

## Videos
- Video d'un sistema de rec que gira per reacció de l'aigua ejectada. Decorative Spinning Sprinkler by Orbit
- Video d'una roda de focs artificials. Catherine wheel in slow motion
- Video d'una roda de focs artificials. Monster Sized Catherine Wheels - EpicFireworks
- Video d'un helicòpter Kolibrie volant. NHI Kolibrie Ramjet Helicopter (1957)